# Robert Muhiirwa
Robert Kisaija Muhiirwa (Ibonde, 23 ottobre 1958) è un vescovo cattolico ugandese, dal 18 marzo 2003 vescovo di Fort Portal.

## Biografia
Robert Kisaija Muhiirwa è nato il 23 ottobre 1958 nel villaggio di Ibonde, distretto di Kabarole e diocesi di Mbarara (oggi nella diocesi di Fort Portal), nell'allora Regno del Buganda (oggi Repubblica dell'Uganda).

### Formazione e ministero sacerdotale
Dopo aver compiuto gli studi primari e secondari, ha scelto di seguire la sua vocazione sacerdotale decidendo di trasferirsi negli Stati Uniti d'America, dove ha frequentato prima la Notre Dame University a South Bend in Indiana ottenendo la licenza in teologia, poi la Duquesne University a Pittsburgh in Pennsylvania conseguendo la laurea in teologia spirituale. Tornato in Africa, ha ricevuto l'ordinazione sacerdotale l'11 agosto 1985, a Douala, per imposizione delle mani di papa Giovanni Paolo II, durante un viaggio apostolico in cui il pontefice ha visitato Togo, Costa d'Avorio, Camerun, Repubblica Centrafricana, Zaire, Kenya e Marocco (8 – 19 agosto); si è incardinato, ventiseienne, come presbitero di Fort Portal.
Poco dopo l'ordinazione gli è stato affidato il primo incarico pastorale come cappellano, professore ed animatore diocesano del "Pioneer Movement of the Sacred Heart of Jesus", che lotta contro l'alcolismo. In seguito è divenuto parroco ed incaricato della formazione permanente dei sacerdoti diocesani nonché membro del Collegio dei consultori e del comitato finanziario della diocesi. Infine è stato parroco della cattedrale di Virika, ruolo svolto fino alla promozione all'episcopato.

### Ministero episcopale
Il 18 marzo 2003 papa Giovanni Paolo II lo ha nominato, quarantaquattrenne, vescovo di Fort Portal; è succeduto al settantaseienne Paul Lokiru Kalanda, contestualmente dimessosi per motivi d'età dopo dodici anni di governo pastorale. Ha ricevuto la consacrazione episcopale il successivo 15 giugno, nella cattedrale di Nostra Signora delle Nevi a Fort Portal, per imposizione delle mani del cardinale Emmanuel Wamala, arcivescovo emerito di Kampala, assistito dai co-consacranti monsignori Kalanda, suo predecessore, e Deogratias Muganwa Byabazaire, vescovo di Hoima; ha preso possesso della diocesi durante la stessa cerimonia. Come suo motto episcopale ha scelto Remain in my love, che tradotto vuol dire "Rimanete nel mio amore" (Gv 15, 9).
Il 5 marzo 2010 si è recato in Vaticano, assieme gli altri membri dell'episcopato ugandese, per la visita ad limina apostolorum, allo scopo di discutere con il pontefice della situazione e dei problemi relativi alla sua diocesi.
Come presidente della commissione per la pastorale della salute della conferenza episcopale, durante il viaggio apostolico di papa Francesco in Uganda (27 – 29 novembre), il 28 novembre ha accolto il pontefice durante la sua visita alla Casa di carità per poveri e malati nel quartiere di Nalukolongo a Kampala, presentando nel piazzale il luogo e le persone provenienti anche da altri istituti.
Il 18 giugno 2018 ha compiuto una seconda visita ad limina in Vaticano. Il 14 novembre seguente è stato eletto vicepresidente della Conferenza episcopale dell'Uganda succedendo a Joseph Anthony Zziwa, vescovo di Kiyinda-Mityana, contestualmente divenuto presidente della medesima assemblea. Il 12 novembre 2022 gli è succeduto monsignor Sanctus Lino Wanok, vescovo di Lira.

## Genealogia episcopale
La genealogia episcopale è:
- Cardinale Scipione Rebiba
- Cardinale Giulio Antonio Santori
- Cardinale Girolamo Bernerio, O.P.
- Arcivescovo Galeazzo Sanvitale
- Cardinale Ludovico Ludovisi
- Cardinale Luigi Caetani
- Cardinale Ulderico Carpegna
- Cardinale Paluzzo Paluzzi Altieri degli Albertoni
- Papa Benedetto XIII
- Papa Benedetto XIV
- Papa Clemente XIII
- Cardinale Bernardino Giraud
- Cardinale Alessandro Mattei
- Cardinale Pietro Francesco Galleffi
- Cardinale Giacomo Filippo Fransoni
- Cardinale Carlo Sacconi
- Cardinale Edward Henry Howard
- Cardinale Mariano Rampolla del Tindaro
- Cardinale Rafael Merry del Val
- Cardinale Arthur Hinsley
- Arcivescovo David Mathew
- Cardinale Laurean Rugambwa
- Cardinale Emmanuel Kiwanuka Nsubuga
- Cardinale Emmanuel Wamala
- Vescovo Robert Muhiirwa